# Convent de les Clarisses
El Convent de les Clarisses és un convent de clausura de les germanes clarisses situat en un carrer d'urbanització recent, al costat de l'edifici nou dels jutjats, prop de l'asil Torrent i de l'edifici Xifré d'Arenys de Mar, protegit com a bé cultural d'interès local.
Construït a principis del segle XX segons un projecte de Salvador Oller, presenta una petita església amb façana al carrer i dependències conventuals al llarg d'aquest. La teulada és a dos vessants, amb el cos de l'església sobresortint de la resta. Les obertures, cornises superiors i el cos de l'església estan remarcats per obra vista de totxo massís de color vermellós, formant ressalts.